# پنیر کورد
پنیر کورد (انگلیسی: Curd snack) یا میان‌وعده کوارد، شکلات پنیر کوارد، بار پنیر کاتیج یا بار پنیر کوارد نوعی فراورده لبنی شیرین است که از کوارک (لبنیات) با یا بدون روکش و با یا بدون مغز تهیه می‌شود.
این محصول در دوران اتحاد جماهیر شوروی بسیار رایج شد و امروزه در کشورهای پساشوروی، مانند کشورهای بالتیک (با نام «Kohuke» در استونی)، روسیه (به نام «tvorozhnyi syrok»)، اوکراین، گرجستان و همچنین در برخی کشورهای سابق متحد شوروی مانند مجارستان (با نام «Túró Rudi»)، لهستان، رومانی و مغولستان محبوب است.

## تاریخچه

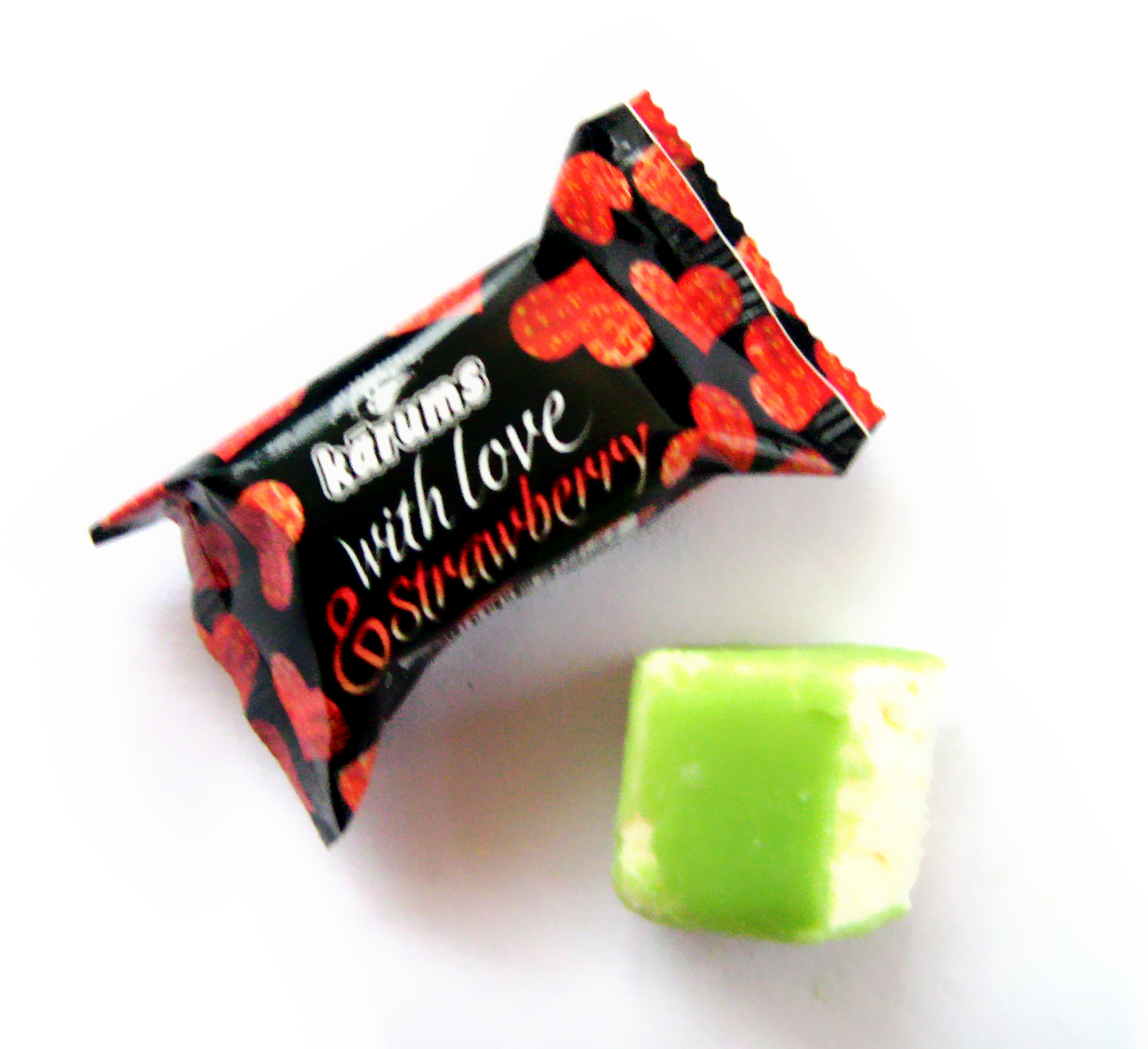
میان‌وعده کوارد مدرن لتونیایی «Kārums» با روکش کیوی و مغز توت‌فرنگی

تولید انبوه میان‌وعده‌های کوارد از دهه ۱۹۵۰ در اتحاد جماهیر شوروی آغاز شد و به سرعت محبوب شدند. در ابتدا، طعم‌ها ساده بودند و از موادی مانند وانیل، پودر کاکائو و کشمش استفاده می‌شد، اما از دهه ۱۹۹۰ به بعد تنوع طعم‌ها بیشتر شد و شامل موادی مانند تکه‌های بیسکویت، نگهدارنده میوه، مربا و شیرعسلی جوشیده نیز شدند.
در سال ۲۰۱۲، میان‌وعده «Kārums» به عنوان محبوب‌ترین محصول توسط مصرف‌کنندگان لتونی انتخاب شد و ۲۰٪ آرا را کسب کرد. میان‌وعده‌های کوارد در استونی نیز همچنان محبوب‌اند. طبق نظرسنجی مصرف‌کنندگان در سال ۲۰۱۰، ۷۴٪ استونیایی‌ها به همان میزان یا بیشتر از قبل این محصول را مصرف می‌کردند و ۵۷٪ برندهای محلی را به نمونه‌های وارداتی ترجیح می‌دادند. در سال ۲۰۱۳، استونی رکورد جهانی بزرگ‌ترین میان‌وعده کوارد را با وزنی معادل ۵۳۷ کیلوگرم ثبت کرد. این میان‌وعده در لیتوانی نیز بسیار محبوب است.
از میان برندهای محبوب میان‌وعده کوارد می‌توان به «Kārums» از لتونی، «Nykštukas", "Magija» و «Pasaka» از لیتوانی اشاره کرد.

## توضیحات
وزن میان‌وعده کوارد بین ۴۰ تا ۲۵۰ گرم است. طول آن ممکن است ۷ تا ۱۰ سانتی‌متر یا بیشتر باشد.الگو:Нет АИ
میان‌وعده‌های کوارد روکش‌دار در کشورهای CIS، در کشورهای بالتیک و در مجارستان (با نام «Túró Rudi») بیشترین محبوبیت را دارند.
طبق اطلاعات موزه میان‌وعده‌های کوارد روکش‌دار، این میان‌وعده‌ها در بیش از ۱۵ کشور جهان تولید می‌شوند.
ابتدا میان‌وعده‌های روکش‌دار در فویل بسته‌بندی می‌شدند که امکان حفظ هوابندی کامل را نداشت، بنابراین ماندگاری آنها بیشتر از ۳ روز نبود. پس از معرفی بسته‌بندی هوابندی شده، امکان افزایش ماندگاری تا ۱۵ روز بدون استفاده از نگهدارنده‌ها فراهم شد.

## انواع
میان‌وعده‌های کوارد می‌توانند در اشکال مختلفی عرضه شوند:
- شیرین — با میزان چربی بالا، پرچرب، نیمه‌چرب، کم‌چرب
- شور — پرچرب، نیمه‌چرب، کم‌چرب
- تند — با پنیرهای تهیه‌شده از پنیر مایه‌ای
- روکش‌دار — میان‌وعده‌هایی با چربی بالا که با روکش شکلاتی پوشانده شده‌اند. وزن استاندارد هر میان‌وعده حدود ۵۰ گرم است.

## تولید و ماندگاری
بخش اصلی میان‌وعده کوارد از کوارک (لبنیات) تشکیل شده که با شکر، شیرین‌کننده‌ها یا سایر مواد ترکیب شده و سپس با استفاده از دستگاه آسیاب به خمیر یکنواخت تبدیل می‌شود. این خمیر به شکل دلخواه قالب‌زنی شده و در صورت تمایل با نگهدارنده میوه یا دیگر مغزها پر می‌شود. سپس قالب‌ها از زیر «آبشار گلیز» عبور می‌کنند تا با شکلات یا نوع دیگری از گلیز (آشپزی) پوشش داده شوند. در نهایت میان‌وعده‌ها در تونل خنک‌کننده سرد شده و بسته‌بندی می‌شوند. عمر انباری میان‌وعده‌های کوارد تنها چند روز است که در صورت نگهداری در یخچال می‌تواند به ۱ تا ۲ هفته افزایش یابد.